# Presbytis natunae
Il presbite di Natuna (Presbytis natunae (Thomas e Hartert, 1894)) è una specie di primate della tribù dei Presbytini.

## Descrizione
Come tutti i presbiti, i presbiti di Natuna sono primati relativamente piccoli e snelli con lunghe zampe posteriori e una lunga coda. La loro pelliccia è grigio-marrone sul dorso, più chiara sul ventre. La faccia è di colore scuro, con evidenti cerchi chiari sotto gli occhi e una zona chiara sul muso, e sulla sommità della testa è presente un ciuffo di lunghi peli.

## Distribuzione e habitat
I presbiti di Natuna vivono esclusivamente nelle isole Natuna, che si trovano tra il Borneo e la penisola malese e appartengono all'Indonesia (provincia di Kepulauan Riau). Loro habitat sono le foreste, ma vivono quasi esclusivamente nelle foreste primarie.

## Biologia
Le loro abitudini sono poco note, ma probabilmente sono simili a quelle degli altri presbiti. Vivono in piccoli gruppi di due-sei esemplari costituiti di solito da un maschio, una o più femmine e dai loro piccoli. Sono abitanti degli alberi in grado di arrampicarsi molto abilmente e, come tutte le scimmie del Vecchio Mondo, sono diurni. La loro dieta dovrebbe essere costituita da sostanze vegetali, principalmente foglie giovani, semi e frutti.

## Tassonomia
Dal punto di vista tassonomico, la specie è stata considerata indipendente solo a partire dal 2001: in precedenza veniva assegnata al presbite della Sonda o al presbite del Siam.

## Conservazione
I presbiti di Natuna sono una delle specie di primati più minacciate. Ciò è dovuto, da un lato, alle ridotte dimensioni del loro areale (circa 1600 km²), ma soprattutto al fatto che la maggior parte delle foreste dell'isola su cui vivono è stata disboscata a partire dagli anni '80. Inoltre, gli abitanti delle isole Natuna amano tenere questi primati come animali domestici. Uno studio effettuato da Martjan Lammertink et al. nel 2003 stima la popolazione totale a meno di 10.000 esemplari e invoca l'istituzione di due aree protette per garantire la sopravvivenza a lungo termine della specie.